# Pinar del Rey
Pinar del Rey és un barri de Madrid integrat en el districte d'Hortaleza. Té una superfície de 263,21 hectàrees i una població de 57.635 habitants (2009). Limita al nord amb Apóstol Santiago, al nord i est amb Valdefuentes, al sud amb Canillas i a l'oest amb Atalaya (Ciudad Lineal). Està delimitat per un triangle format al sud per la Gran Via de Hortaleza, la carretera d'accés a l'Estació d'Hortaleza i el carrer Manuel Azaña.